# Sarbó
Sarbó (szlovákul: Šarbov) község Szlovákiában, az Eperjesi kerület Felsővízközi járásában.

## Fekvése
Felsővízköztől 20 km-re északkeletre, a lengyel határ mellett fekszik.

## Története
A települést 1598 és 1618 között alapították, a makovicai uradalom része volt. Első írásos említése 1618-ban „Sarbowa” alakban történt. 1709 és 1711 között pestisjárvány sújtotta, lakói elmenekültek, de 1714-ben újra benépesült. Birtokosa a 18. századtól az Aspermont család. A 18. század elejétől 1857-ig üveghuta működött a községben. 1787-ben 6 házában 50 lakos élt.
A 18. század végén Vályi András így ír róla: „SARBOVA. Orosz falu Sáros Várm. földes Ura Gr. Áspermont Uraság, lakosai ó hitüek, fekszik a’ Makovitzai Uradalomban; határja sovány, fája, legelője elég van.”
1828-ban 7 háza volt 73 lakossal. Lakói erdei munkákkal, fazsindely készítéssel foglalkoztak.
Fényes Elek 1851-ben kiadott geográfiai szótárában így ír a faluról: „Sarbó, orosz falu, Sáros vgyében, Galliczia szélén, a makoviczi uradalomban, 59 római, 78 gör. kathol. lak. Üveghuta. Nagy bikkes erdő. Ut. p. A. Komarnyik.”
A 19. század végén a Széchényi család birtokában állt. 1920 előtt Sáros vármegye Felsővízközi járásához tartozott.

## Népessége
| Év:            | 1994. | 2004.    | 2014. | 2024.    |
| -------------- | ----- | -------- | ----- | -------- |
| Emberek száma: | 18    | 11       | 11    | 19       |
| Eltérés:       |       | -38,88 % | +0 %  | +72,72 % |

| Év:            | 2023. | 2024. |
| -------------- | ----- | ----- |
| Emberek száma: | 19    | 19    |
| Eltérés:       |       | +0 %  |

1910-ben 107, túlnyomórészt ruszin lakosa volt.
2001-ben 9 lakosából 5 szlovák és 4 ruszin volt.
2011-ben 14 lakosából 10 ruszin és 4 szlovák.

## Nevezetességei
Görögkatolikus temploma 1923-ban épült.